# Martin Sekulić
Martin Sekulić (Lovinac, Imperi Austríac, actual Croàcia, 1833 - Zagreb, Imperi Austrohongarès, actual Croàcia, 1905) va ser un professor de matemàtiques i física a l'Escola Reial de secundària a Rakovac (avui dia Karlovac). Entre els seus estudiants hi havia Nikola Tesla, entre el 1871 i 1873.
Era membre de l'Acadèmia Iugoslava de les Ciències i les Arts (Jugoslavenske akademije znanosti i umjetnosti - JAZU), membre de la Societat croata pedagògica i literària (Hrvatski pedagogijsko-književni zbor) i representatiu públic a l'Assemblea Provincial del Regne de Croàcia, Eslavònia i Dalmàcia. Va publicar moltes obres valuoses en alemany de física, enginyeria elèctrica i química física.
Algunes de les seves publicacions van ser en una sèrie de llibres del Acadèmia Iugoslava de les Ciències i les Arts, com ara Fluorescencija i calcescencija (1871) i Iztraživanje sunčane duge (1873). En el primer cas, explicava l'efecte de la luminescència en alguns elements i en el segon parlava de l'espectre visible de la llum del sol. Però no momés va publicar diverses obres, sinó que també va dirigir debats sobre les publicacions i el seu contingut. En una d'elles, Sekulić va preveure l'existència d'oscil·lacions electromagnètiques a diferents freqüències.